# Harold Teen (fumetto)
Harold Teen è una serie a fumetti pubblicata negli Stati Uniti d'America dal 1919 al 1959 realizzata da Carl Ed. L'editore Joseph Medill Patterson potrebbe aver suggerito il concetto della striscia, vagamente basato sul romanzo di successo Seventeen di Booth Tarkington. La serie ebbe un tale successo nel dare una rappresentazione dell'epoca del jazz che divenne una piccola icona culturale del suo tempo. Ne vennero realizzate due trasposizioni cinematografiche omonime, nel 1928 e nel 1934. Il successo della striscia portò all'epoca alla realizzazione di un vasto merchandising, come giocattoli, figurine, spille e altri prodotti.

## Storia editoriale
Inizialmente nota come The Love Life of Harold Teen, esordì come tavola domenicale sul Chicago Tribune il 4 maggio 1919 e, pochi mesi dopo, venne distribuito a livello nazionale dal Chicago Tribune New York News Syndicate. La versione a strisce giornaliere esordì poco dopo l'anno stesso. Sulla stessa pagina venivano pubblicate anche altre diverse strisce (dette "topper" per la loro collocazione) di Carl Ed, posizionate sotto quella di Harold Teen: The Absent Minded Professor (dal 4 gennaio 1931 al 9 novembre 1933), Josie (dal 1935 ai primi anni quaranta) e Myrtle (dal 1943 al 1951). Nel dopoguerra la striscia entrò in crisi. La serie si concluse nel 1959, alla morte del suo autore.
Ristampe della striscia apparvero nella serie di albi Popular Comics della Dell e la Whitman pubblicò nel 1939 nella collana Better Little Book il volume Harold Teen in Swinging at the Sugar Bowl. 

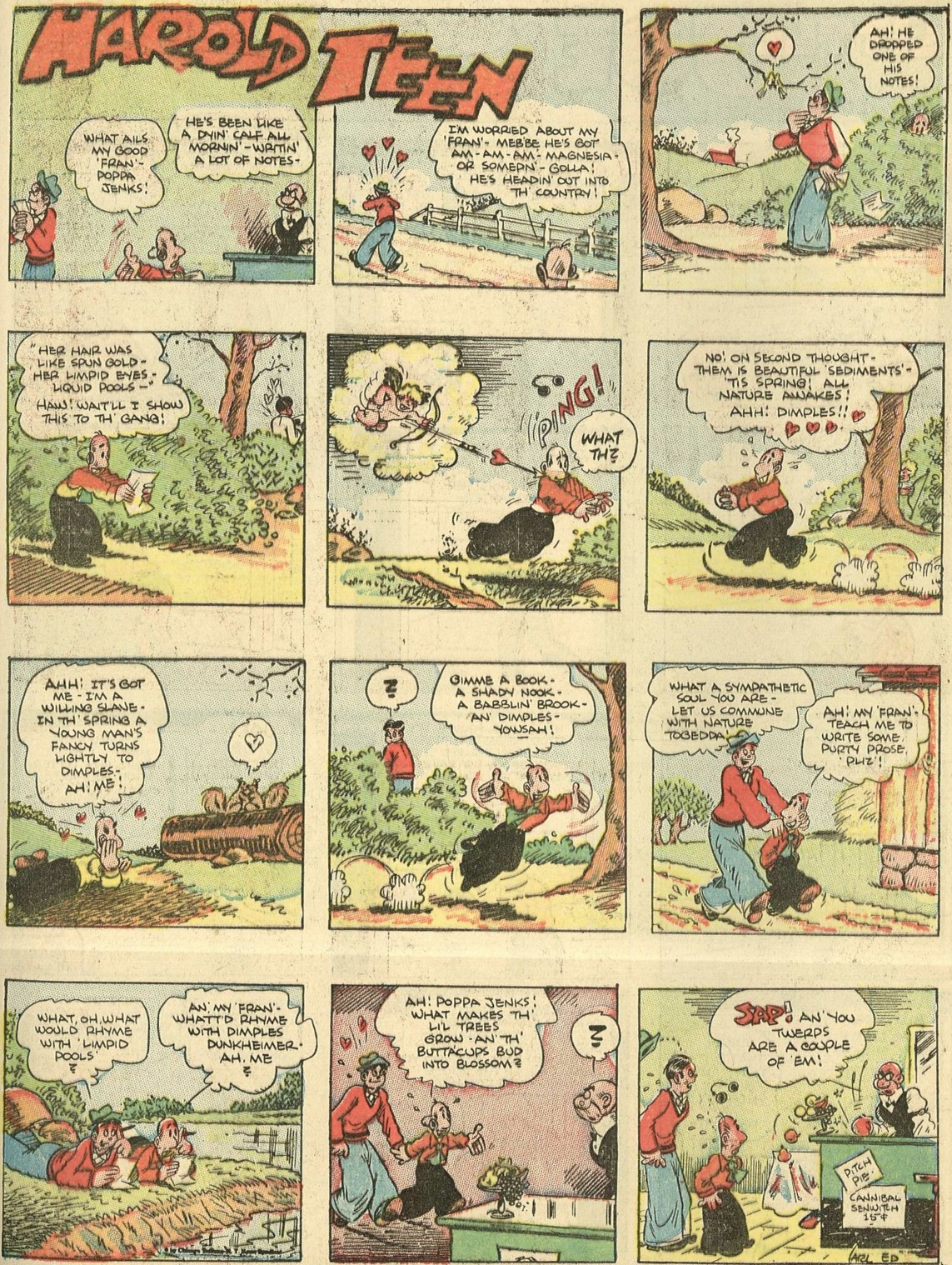
pagina 45 della serie Popular Comics, n. 1

## Personaggi
Alla fine degli anni trenta, quando gli fu chiesto perché avesse iniziato la striscia, Ed rispose: "Venti anni fa, non c'era nessun fumetto sull'adolescenza. Pensavo che ogni pagina dei fumetti ben bilanciata dovesse averne uno". I personaggi principali sono lo studente della Covina High School, Harold Teen, la sua fidanzata Lillums Lovewell, la sua spalla, Shadow Smart, e Pop Jenks, proprietario del negozio di bibite Sugar Bowl dove Harold consumava le bibite Gedunk. Pop Jenks è stato ispirato da Pop Walters, che gestiva un distributore di bibite e un negozio di articoli di cartoleria di fronte al liceo che Ed frequentava a Moline, nell'Illinois. Le bibite Gedunk raggiunsero una tale popolarità che Ed dovette fornirne una ricetta ai lettori che gli scrivevano. Come notato nel dizionario "Historical Dictionary of American Slang" di Random House, "gedunk" divenne parte del gergo militare per riferirsi a negozi di snack e gelati dal 1931 quando comparve sul Leatherneck Magazine.

## Trasposizioni in altri media
Cinema

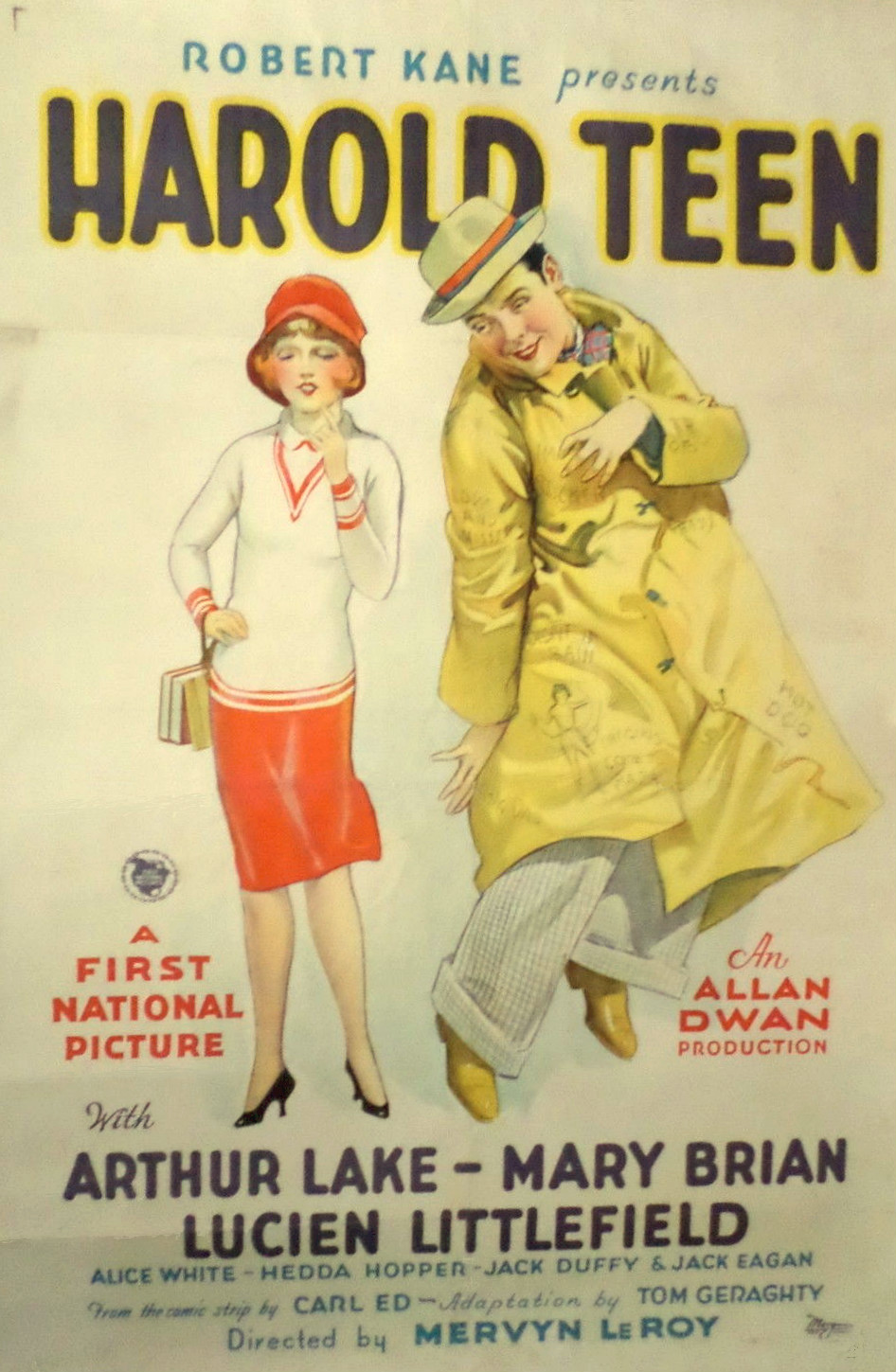
Manifesto del film del 1928

Carl Ed scrisse entrambi gli adattamenti cinematografici di Harold Teen, nel 1928 e nel 1934.
- Harold Teen (1928)
- Harold Teen (1934)

Radio
Dal 1941 al 1942 venne prodotta una serie radiofonica interpretata prima da Willard P. Farnum e poi da Charles Flynn, trasmessa martedì sera alle 7:30. Durante gli anni cinquanta venne prodotto un programma radiofonico trasmesso dalla Tribune WGN di Chicago. Era principalmente uno spettacolo di DJ con Harold e il suo amico Shad che trasmettevano gli ultimi successi.